# 남부산캐비
남부산캐비(Microcavia australis)는 천축서과에 속하는 설치류의 일종이다.

## 특징
남부산캐비는 꼬리가 없는 설치류로 털이 짧고, 얼룩덜룩한 반점이 있으며 회색빛 노란색을 띠고, 하체 쪽은 연한 회색으로 색조가 변한다. 다 자라면 약 20cm가 되고, 몸무게는 200g과 326g 사이이다. 큰 눈을 갖고 있으며, 눈 둘레에 두드러진 흰색 테두리가 있고, 귀는 작고 둥글다. 암컷은 4개의 젖꼭지를 갖고 있다.

## 분포 및 서식지
남부산캐비는 대체적으로 아르헨티나에 제한적으로 분포하지만, 칠레와 볼리비아 등 인근 나라에서도 발견된다. 아르헨티나 서부와 남부 거의 전역에 걸쳐 발견되며, 건조 및 반건조 저지대에서 서식하고 강가 혹은 가시 덤불이 많이 자라는 지역 가까이에서도 산다.
현재, 3종의 아종이 알려져 있다.
- M. australis australis - 아르헨티나 중서부와 남부의 산후안주부터 산타크루스주, 칠레 남부-동부의 일부 지역.
- M. australis maenas - 아르헨티나 북서부의 후후이주부터 라리오하주, 볼리비아 극남 지역.
- M. australis salinia - 아르헨티나 서부의 카타마르카주와 산티아고델에스테로주부터 코르도바주.